# Kraftwerk Terga
Das Kraftwerk Terga (französisch Centrale électrique de Terga) ist ein Gas-und-Dampf-Kombikraftwerk in der Provinz Ain Temouchent, Algerien, das am Mittelmeer ca. zwölf Kilometer nordwestlich der Provinzhauptstadt Ain Temouchent liegt. Die Stadt Oran befindet sich ca. 60 km´´Kilometer nordöstlich des Kraftwerks.
Das Kraftwerk ging im Juni 2012 in Betrieb. Es ist im Besitz der Sharikat Kahraba Terga (SKT) und wird auch von SKT betrieben. SKT ist ein Gemeinschaftsunternehmen von Sonelgaz (51 %) und Sonatrach (49 %).

## Daten
Mit einer installierten Leistung von 1.200 MW ist Terga eines der leistungsstärksten Kraftwerke in Algerien (Stand Juli 2016). Von Juni 2012 bis Oktober 2015 erzeugte das Kraftwerk mehr als 22 Mrd. kWh.

## Kraftwerksblöcke
Das Kraftwerk besteht aus drei Blöcken, die im Juni 2012 in Betrieb gingen. Die folgende Tabelle gibt einen Überblick:
| Block | Max. Leistung (MW) | Betriebsbeginn | Turbine | Generator | Dampfkessel |
| ----- | ------------------ | -------------- | ------- | --------- | ----------- |
| 1     | 400                | 06.2012        | Alstom  |           |             |
| 2     | 400                | 06.2012        | Alstom  |           |             |
| 3     | 400                | 06.2012        | Alstom  |           |             |

## Sonstiges
Der Auftragswert für das Kraftwerk lag bei 1,3 Mrd. Euro. Der erzeugte Strom wird über eine 400-kV-Leitung abgeführt. In dem Kraftwerk sind 200 Personen beschäftigt.